# بورن أن دير آغ
بورن أن دير آغ (بالألمانية: Büren an der Aare) هي بلدية سويسرية تتبع لمقاطعة سيلاند في كانتون برن. تبلغ مساحتها 12.70 كيلومتر مربع، ويقدر عدد سكانها بـ 3537 نسمة (حسب تعداد ديسمبر 2015).

## أعلام
- ماركوس ريتز
- سارة هورنونغ